# Dessewffy Gyula
Cserneki és tarkeöi gróf Dessewffy Gyula (Budapest, 1909. november 21. – Curitiba, Brazília, 2000. augusztus 12.) politikus, újságíró a Deák Ferenc Társaság elnöke.

## Élete

### Gyermek- és ifjúkora
Történelmi, arisztokrata családban született harmadik gyerekként. Apja gróf Dessewffy Emil (1873-1935), anyja gróf németújvári Batthyány Emanuela (1883-1964). Az anyai nagyszülei németújvári gróf Batthyány Lajos (1860–1951), Győr megye és város főispánja, fiumei kormányzó, Győr országgyűlési képviselője és gróf csíkszentkirályi és krasznahorkai Andrássy Ilona voltak. Az anyai nagyanyai dédszülei gróf id. Andrássy Gyula és gróf malomvízi Kendeffy Katinka (1830–1896) voltak.
Római katolikus vallásban nevelkedett. 1937. október 23-án Budapesten házasságot kötött Bársony Éva Máriával, kitől 1954-ben elvált.
Tanulmányait Párizsban, Bécsben, Debrecenben és Miskolcon folytatta. Apja 1935-ös halála után 3000 kat. holdat örökölt, közéleti tevékenysége mellett ezen a birtokon gazdálkodott 1945-ig. Az 1945-ös földreform idején birtokát elvették, egyedül 300 kat. holdat tarthatott meg az ellenállási mozgalomban való részvétele miatt. Felmenői közé tartozott Dessewffy Arisztid honvédtábornok is.

### Az 1945 előtti közéleti tevékenysége
1937-ben Barankovics Istvánnal megalapította Az Ország Útja című állam- és nemzetpolitikai folyóiratot, amely a fennálló rendszer alapvető reformját hirdette meg antifasiszta szellemiségben. A lapot a konzervatív liberális értékeket valló Deák Ferenc Társaság adta ki, amely 1937-ben elnökévé választotta.
A második Teleki-kormány idején a kormány szociális tanácsadója Szatmár vármegyében. 1939-ben Teleki Pál miniszterelnök engedélyével megvásárolta a Kis Újságot, amely szintén antifasiszta és konzervatív liberális szellemiségben a parasztságot akarta megszólítani. 1941-től a Magyar Parasztszövetség, később a Független Kisgazdapárt félhivatalos lapja, 1943-tól pedig a németekkel szembeni ellenállás fontos orgánumává vált. Részt vett a Magyar Történelmi Emlékbizottság előkészítő tárgyalásain, továbbá a lengyel–magyar kapcsolatok ápolását célul tűző, elsősorban irodalommal foglalkozó Magyar Mickiewicz Társaság munkájában. 1944-ben, a német megszállás után egyedüli módon, dacolva az új hatalommal, önként visszaadta a lapengedélyt, illegalitásba vonult és bekapcsolódott az ellenállási mozgalomba.
Tildy Zoltán és Nagy Ferenc megbízásából Dessewffy képviselte a Független Kisgazdapártot a Magyar Front Intézőbizottságában. 1944 szeptemberében ellenezte a Nemzeti Parasztpárt fölvételét a Magyar Frontba, mert úgy tartotta, az megbontja a parasztság egységét. Kapcsolatot tartott a Békepárttal, a Szociáldemokrata Párttal, Bajcsy-Zsilinszky Endrével, Horthy Miklós kormányzó úgynevezett Kiugrási Irodájával, a Külügyminisztérium németellenes körével és a legitimistákkal. 1944. október 15. után részt vett a katonai ellenállás megszervezésében, kapcsolatban állt a Magyar Nemzeti Felkelés Felszabadító Bizottságával és a katonai vezérkarral. 1944. november 22-én a véletlenen múlott, hogy a nyilasok a katonai vezérkar tagjaival együtt nem tartóztatták le Tartsay Vilmos lakásán.

### A koalíciós években
1945 januárjában az Független Kisgazdapárt budapesti szervezete intézőbizottságának tagjává, majd az I. kerületi pártszervezet elnökévé választották. 1945 márciusától egy évig újfent a Kis Újság főszerkesztője; egy ideig a párt sajtófőnöke is volt. A háborút követően felszólalt a magyarországi németek kitelepítése ellen is. 1945 júniusától tagja lett az Ideiglenes Nemzetgyűlésnek. 1945 októberében bekerült a budapesti törvényhatósági bizottságba, ahol folyamatosan tagja volt a kisgazdapárti frakciónak. Az 1945. november 4-i nemzetgyűlési választáson a nagy-budapesti választókerület nemzetgyűlési képviselője lett, s bekerült a parlament politikai bizottságába is. 1946 márciusában – a Baloldali Blokk nyomására – leváltották a Kis Újság éléről. Nagy Ferenc miniszterelnök lemondatása és a kisgazdapárt felső vezetésében bekövetkezett baloldali fordulat után 1947. június közepén emigrálni kényszerült. Az ekkor már a kommunista hatalom befolyása alatt álló FKGP Politikai Bizottsága kizárta a pártból, továbbá 1949 januárjában megfosztották vagyonától és állampolgárságától. Az ÁVH Nyugat-Európába is ügynököket küldött utána, rendszeres jelentések készültek tevékenységéről.

### Emigrációban
Először Franciaországban telepedett le, ahol a francia rádió magyar adását vezette. Majd Németországba költözött át, ahol a Münchenben működő Szabad Európa Rádióhoz (SZER) került. Párizsban tagja lett a Nemzetközi Páneurópa Uniónak. Tagja lett a Magyar Parasztszövetség Emigrációs Szervezetének valamint a Magyar Nemzeti Bizottmánynak. 1954. február 6-án Münchenben házasságot kötött bernáthfalvi és földvári Földváry Veronikával. Ugyanebben az évben az Amerikai Egyesült Államokba települt át, ahol a SZER New York-i tudósítójaként dolgozott.
1961 októberben véglegesen visszavonult a politikától és Brazíliában telepedett le.
Emigrálásától számítva harmincnyolc év után, 1985-ben tért vissza Magyarországra. 1990-ben visszakapta magyar állampolgárságát.

## Művei
- Röpirat a magyar politika jelenéről és jövőjéről; szerzői, Bp., 1947
- Tanúvallomás. Mi sem voltunk rosszabbak másoknál és pillanatfelvétel a mai Magyarországról. 1985; Universe, Englewood, 1986 (A Magyar Történelmi Kutató Társaság)
- Tanúvallomás; szerk., bev. Boross Imre; Országos Eckhardt Tibor Alapítvány–Agroinform, Bp., 1997